# Masteruddannelser i Danmark
|  | Denne artikel handler om masteruddannelser i Danmark. For andre betydninger, se Master. |
En master (engelsk: Master) er en akademiker, der har gennemført en højere videregående masteruddannelse (engelsk: Master Programme) i voksenuddannelsesregi på et universitet i Danmark – og som dermed har opnået en akademisk mastergrad (engelsk: Master Degree), der er på samme niveau som en akademisk kandidatgrad. I den engelsksprogede verden bruges betegnelsen Master’s Degree om de universitetsuddannelser, der i Danmark benævnes kandidatuddannelser.

## Masteruddannelser i Danmark
Masteruddannelserne er højere videregående uddannelser, der læses på de danske universiteter og udbydes efter lov om universiteter. Masterstudierne er normeret til 1 års fuldtidsstudier, svarende 60 ECTS-point. De danske masteruddannelser er tilrettelagt som videregående deltidsuddannelser fordelt over 2-3 år, idet undervisningen hovedsageligt foregår i weekenden eller om aftenen; dog skal en masterstuderende have afsluttet sin masteruddannelse senest 6 år fra studiestart. Masteruddannelserne er på samme kompetenceniveau som lange videregående kandidatuddannelser på engelsk Master of Arts (MA), der ligeledes læses på universiteterne, men den har ikke samme bredde, da Masteruddannelsen som hovedregel svarer til 1 års fuldtidsstudie i en konkret faglig problemstilling og kandidatuddannelsen svarer til 2 års fuldtidsstudie i et bredere akademisk fag, hvor kravet til afslutningsprojektet er dobbelt så stort. Enhver masteruddannelse skal afsluttes med et større videnskabeligt afgangsprojekt kaldet masterprojekt svarende til mindst 12 ECTS-point og højst 20 ECTS-point. Masteruddannelserne adskiller sig fra de øvrige universitetsuddannelser ved at være brugerbetalte med priser fra 20.000 kr. til 350.000 kr.
For at blive optaget som studerende på et dansk masterstudium kræves som minimum følgende:
- mindst 2-3 års relevant erhvervserfaring samt
- en relevant bachelor- eller professionsbacheloruddannelse eller en anden relevant mellemlang videregående uddannelse (MVU) eller
- en relevant diplomuddannelse samt
- evt. yderligere eller supplerende teoretisk videreuddannelse samt
- evt. specifikke adgangskrav som f.eks. fagniveau, kurser eller lignende.

En masteruddannelse kan både tages som prægraduat grunduddannelse (hvor man f.eks. bygger oven på sin nuværende mellemlange videregående uddannelse eller diplomuddannelse) eller som postgraduat videreuddannelse (hvor man f.eks. supplerer sin nuværende lange videregående kandidatuddannelse).
Ifølge Undervisningsministeriets officielle beskrivelse af de danske masteruddannelser "skal en master gennem videnskabeligt grundlagte personlige og faglige kompetencer kunne varetage højt kvalificerede funktioner i virksomheder, institutioner m.v. ... på kandidatniveau". 
Pr. 1. oktober 2008 udbyder de danske universiteter tilsammen 106 masteruddannelser, som er inddelt i nedenstående 13 fagområder:
1. Byggeri og arkitektur
2. Det veterinære område
3. It
4. Kommunikation, sprog og teknologi
5. Kultur og samfund
6. Kunst, design og litteratur
7. Ledelse og organisation
8. Matematik og fysik
9. Miljø, miljøteknik og landskab
10. Musik og teater
11. Pædagogik
12. Sundhed og medicin
13. Øvrige

## Liste over masteruddannelser i Danmark
Undervisningsministeriets liste over samtlige godkendte masteruddannelser i Danmark:

### Byggeri og arkitektur
- Master i brandsikkerhed
- Master i bygherrerådgivning og værdidesign (MBV)
- Master i industriel arkitektur
- Nordisk master i arkitektonisk kulturarv (NORDMAK)

### Det veterinære område
- Master of Companion Animal Clinical Science (CACS)

### It
- Master i geoinformatik (MTM)
- Master i informationsteknologi, industriel it
- Master i IT-ledelse, IT-Universitetet i København
- Master i IT, Århus Universitet, Aalborg Universitet og Syddansk Universitet
- Master i IT, kommunikation og organisation
- Master i sundhedsinformatik
- Master i sundheds-it
- Master in Information and Communication Technologies (MICT)

### Kommunikation, sprog og teknologi
- Master i biblioteks- og informationsvidenskab
- Master i Cross-Media Communication
- Master i Ikt og Læring (MIL)
- Master i international virksomhedskommunikation
- Master i journalistik
- Master i redaktionel ledelse
- Master i retorik og formidling (MARC)
- Master i professionel kommunikation

### Kultur og samfund
- Master i Politivirksomhed.
- Master i antropologi og velfærd
- Master i børne- og ungdomskultur, æstetiske læreprocesser og multimedier
- Master i Citizenship Education (medborgerskab)
- Master i evaluering
- Master i globalisering og integration
- Master i konfliktmægling
- Master i kulturplanlægning
- Master i køn og kultur (MKK)
- Master i museologi
- Master i rehabilitering
- Master i skat
- Master i social integration (MSI)
- Master i socialt entreprenørskab (MSE)
- Master i strategisk byplanlægning
- Master i sundhedsantropologi
- Master i vejledning

### Kunst, design og litteratur
- Master i børnelitteratur
- Master i design

### Ledelse og organisation
- Executive Master of Business Administration (IBA)
- Master i arbejdsmarked og personaleforhold (MAP)
- Master i etik og værdier i organisationer
- Master i kvalitet og ledelse i social- og sundhedssektoren
- Master i ledelse af byggeri
- Master i ledelse af uddannelsesinstitutioner
- Master in Management of Technology (MMT)
- Master in Leadership and Innovation in Complex Systems (LAICS)
- Master i oplevelsesledelse (MOL)
- Master i organisationspsykologi (MPO)
- Master i projektledelse
- Master i projektledelse og procesforbedring
- Master i transport og maritim management
- Master i læreprocesser med specialisering i organisatorisk coaching
- Master of Business Administration (MBA)
- Master of Corporate Communication
- Master of Management Development
- Master of Public Administration (MPA)
- Master of Public Management (MPM)
- Master of Public Policy (MPP)

### Matematik og fysik
- Master i fysik
- Master i matematisk modellering

### Miljø, miljøteknik og landskab
- Master i landdistriktsudvikling og landskabsforvaltning
- Master i miljø- og energiret (MEEL)
- Master i teknisk miljøledelse
- Master i teknisk-videnskabelig miljøvurdering
- Master in Wind Energy

### Musik og teater
- Master i børnemusik
- Master i drama- og teaterpædagogik
- Master i elektronisk musik
- Master i musikformidling

### Pædagogik
- Master i Dagtilbuds- og Indskolingsdidaktik (DPU)
- Fleksibel masteruddannelse fra DPU
- International master in Entrepreneurship, Education and Training (IMEET)
- Master i evaluering af læring, undervisning og uddannelse
- Master i fremmedsprogspædagogik
- Master i gymnasiepædagogik (MIG)
- Master i Ikt og Læring (MIL)
- Master i naturfagenes didaktik
- Master i naturfagsundervisning
- Master i interkulturel pædagogik
- Master i læreprocesser
- Master i Dansk som andetsprog
- Master i læse- og skrivedidaktik
- Master i professionsudvikling
- Master i socialpædagogik
- Master i specialpædagogik
- Master i sundhedspædagogik
- Master i voksenuddannelse (MVO)
- Master i voksenuddannelse, Human Resource Development (DPU)
- Master in ICT and Learning (MIL)
- Master in Problem Based Learning in Engineering and Science (MPBL)

### Sundhed og medicin
- Master i humanistisk palliation
- Master i afdelingsbaseret hospitalsmanagement
- Master i fitness og træning
- Master i fødevarekvalitet og -sikkerhed
- Master i humanistisk sundhedsvidenskab og praksisudvikling
- Master i idræt og velfærd
- Master i klinisk sygepleje
- Master i sundhedsvidenskab og sygepleje
- Master of Disaster Management (MDMa)
- Master of Headache Disorders (MHD)
- Master of Health Management
- Master of Industrial Drug Development (MIND)
- Master of Medicines Regulatory Affairs (MRA)
- Master of Public Health (MPH)
- Europæisk master i narkotika og alkoholindsatser (EMDAS)

### Øvrige
- Master i moms og afgifter
- Master i militære studier

## Eksterne kilder, links og henvisninger
- Undervisningsministeriets information om masteruddannelser Arkiveret 27. september 2008 hos  Wayback Machine
- Undervisningsministeriets bekendtgørelse af 29. august 2007 af lov om erhvervsrettet grunduddannelse og videregående uddannelse (videreuddannelsessystemet) for voksne
- Undervisningsministeriets beskrivelse af de danske masteruddannelser (Webside ikke længere tilgængelig)